# Internationale Handelsorganisatie
De Internationale Handelsorganisatie (International Trade Organization, ITO) was voorstel voor een internationale organisatie op het gebied van internationale handel dat voortkwam uit de conferentie van Bretton Woods (1944) als toevoeging bij het Internationaal Monetair Fonds en de Wereldbank.
Onderhandelingen voor het oprichten van een handelsorganisatie begonnen tegelijkertijd met die voor een monetaire organisatie in 1943. Omdat onenigheid en nationale druk aanhielden, kwamen deze onderhandelingen echter niet veel verder. Pas in februari 1946 werden de onderhandelingen weer voortgezet, wat in Havanna in oktober van dat jaar resulteerde in het Charter for an International Trade Organization. In 1948 werd de ITO voorgelegd aan de Amerikaanse Senaat voor ratificatie maar kreeg niet genoeg aanhang en president Truman liet het voorstel vallen in 1950. Zonder de Verenigde Staten weigerden andere landen, vooral die landen waar de binnenlandse aanhang voor de ITO klein was, de ITO in overweging te nemen.
De verwerping van de ITO door de Amerikaanse Senaat had te maken met de grote verdeeldheid in de Verenigde Staten op het gebied van handel. Aan de ene kant stond de uitvoerende tak, geleid door Secretary of State Cordell Hull en president Franklin D. Roosevelt en export-georiënteerde bedrijven, die tariefverlagingen wilden in ruil voor meer toegang tot buitenlandse markten. Aan de andere kant stonden de protectionisten: het overgrote deel van de Republikeinse Partij, de landbouwsector en nationaal-georiënteerde bedrijven.
In plaats van de ITO kwam de veel flexibelere, maar minder vergaande en ambitieuze GATT. Het zou tot de Wereldhandelsorganisatie in 1995 duren voor er met de Wereldhandelsorganisatie een echte internationale organisatie voor de regulering van handelsliberalisatie werd opgezet.